# Augusta (Kansas)
Augusta una ciudad ubicada en el condado de Butler en el estado estadounidense de Kansas. En el año 2010 tenía una población de 9274 habitantes y una densidad poblacional de 813,51 personas por km².

## Geografía
Augusta se encuentra ubicada en las coordenadas 37°41′33″N 96°58′48″O / 37.69250, -96.98000 (37.692425, -96.979886).

## Demografía
Según la Oficina del Censo en 2000 los ingresos medios por hogar en la localidad eran de $41,818 y los ingresos medios por familia eran $51,886. Los hombres tenían unos ingresos medios de $36,465 frente a los $24,747 para las mujeres. La renta per cápita para la localidad era de $19,094. Alrededor del 5.7% de la población estaban por debajo del umbral de pobreza.